# Papaloapan (Oaxaca)
Papaloapan es una de las principales congregaciones del municipio de San Juan Bautista Tuxtepec, Oaxaca. Con una población de 2,280 habitantes y 613 viviendas. Su código postal es 68440.
Se encuentra ubicada entre el literal del estado de Oaxaca y Veracruz, en las inmediaciones del río Papaloapan.no es (litoral)es (literal) mierde 